# Mattoxbär
Mattoxbär (Cotoneaster adpressus) är en rosväxtart som beskrevs av Désiré Georges Jean Marie Bois. Mattoxbär ingår i släktet oxbär och familjen rosväxter. Arten härstammar från Kina och är en låg buske med ett krypande växtsätt. Den förekommer idag som trädgårdsväxt i många delar av världen och används för sitt prydnadsvärde och på grund av sitt krypande växtsätt främst som marktäckare i trädgårdar. En varietet är Cotoneaster adpressus var. praecox.
Till Sverige infördes arten efter år 1800 som trädgårdsväxt.

## Bildgalleri

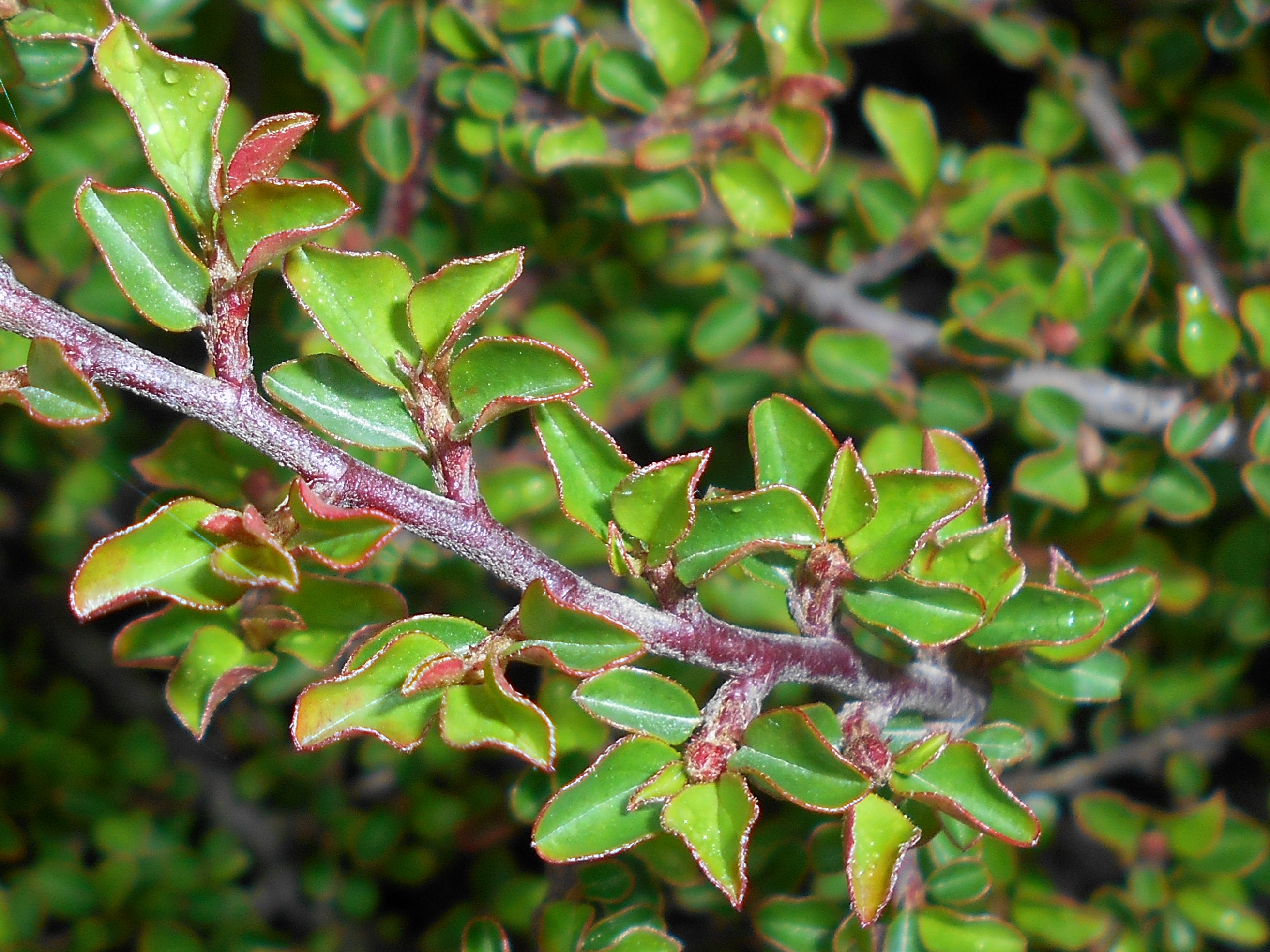
Närbild på grenverk och blad, sorten 'Little Gem'.